# كاستيلبتروسو
كاستيلبتروسو هي بلدية في مقاطعة إزرنية في منطقة مليزة بجنوب إيطاليا، وتقع على بعد حوالي 25 كيلومتر (16 ميل) غرب كمبباسة وحوالي 10 كيلومتر (6 ميل) جنوب شرق إزرنية. اعتبارًا من 31 ديسمبر 2004 ، كان عدد سكانها 1708 نسمة ومساحتها 22.6 كيلومتر مربع (8.7 ميل2). 
تقع البلدية على حدود البلديات التالية: كاربينوني، كاستلبيزوتو، بيتورانيلو ديل موليز، سانتا ماريا ديل موليز.